# Luca Altomare
Luca Altomare (Cosenza, 14 gennaio 1972) è un allenatore di calcio ed ex calciatore italiano, di ruolo centrocampista o difensore.

## Carriera

### Giocatore
Ha esordito in Serie A il 7 febbraio 1993 in Napoli-Foggia (2-0). Svolge la sua carriera nel ruolo di centrocampista, ma negli anni successivi viene adottato in quello di difensore. Ha giocato prevalentemente nel Napoli, restandovi per dieci anni (dal 1989 al 1999), con in mezzo due esperienze in Serie B con le maglie di Reggiana e Lucchese. Nella stagione 1999-2000 viene acquistato dal Cosenza, la squadra della sua città. Con i rossoblù gioca in Serie B per tre campionati consecutivi. Nel 2002-2003 gioca in Serie C1 vestendo la maglia della SPAL, mentre nel 2003-2004 scende in Serie D per vestire nuovamente la maglia del Cosenza (cancellato in estate da tutti i campionati professionistici e ripartito con una nuova società). L'anno dopo passa in Serie C2 restandovi per tre stagioni. Indossa per un anno la maglia della Vigor Lamezia e per due quella del Rende dove con i biancorossi sfiora la promozione in Serie C1 persa nella finale play-off contro il Taranto (2005-2006). Nel 2007-2008 torna a giocare in Serie D, ancora con il Cosenza, dove ottiene una promozione. È l'ultima esperienza da calciatore.

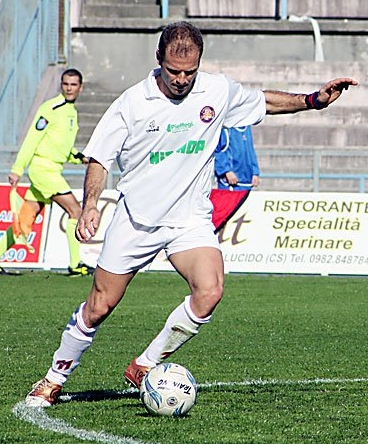
Luca Altomare con la maglia del Cosenza nel marzo 2008

Ha all'attivo quattro reti in Serie A, tutti realizzati con la maglia del Napoli: il 26 settembre 1993, sesta giornata della stagione 1993-1994, in Napoli-Udinese (2-1), il 16 marzo 1997, 24ª giornata della stagione 1996-1997 in Bologna-Napoli (2-1), il 5 ottobre 1997, quinta giornata della stagione 1997-1998 in Roma-Napoli (6-2) ed il 22 marzo 1998, ventiseiesima giornata sempre nella stagione 1997-1998 in Napoli-Lecce (2-4). Era inoltre in campo nelle finali della Coppa Italia della stagione 1996-1997, in entrambe le occasioni entrando come riserva.

### Dopo il ritiro
Con il Cosenza continuerà a lavorare: nel 2008-2009 svolge il ruolo di Team Manager; l'esperienza è breve poiché dopo qualche mese lascia l'incarico, mentre nella stagione successiva ritorna nella società silana col ruolo di collaboratore tecnico di Domenico Toscano. Ricopre lo stesso incarico nella stagione 2010-2011.
Nella stagione successiva invece gli viene affidata la panchina della Juniores.
Nella stagione 2012-2013 entra a far parte dello staff tecnico della Ternana, come collaboratore di Mimmo Toscano.
Nella stagione 2014-2015 è stato allenatore del Comprensorio Montalto Uffugo, squadra militante in Serie D girone I.
Torna in Serie B ancora come collaboratore tecnico di Domenico Toscano, nuovo tecnico dell'Avellino nella stagione 2016-2017.

## Statistiche

### Presenze e reti nel Napoli
| Stagione        | Squadra         | Campionato      | Campionato | Campionato | Coppe nazionali | Coppe nazionali | Coppe nazionali | Coppe continentali | Coppe continentali | Coppe continentali | Altre coppe | Altre coppe | Altre coppe | Totale | Totale |
| Stagione        | Squadra         | Comp            | Pres       | Reti       | Comp            | Pres            | Reti            | Comp               | Pres               | Reti               | Comp        | Pres        | Reti        | Pres   | Reti   |
| --------------- | --------------- | --------------- | ---------- | ---------- | --------------- | --------------- | --------------- | ------------------ | ------------------ | ------------------ | ----------- | ----------- | ----------- | ------ | ------ |
| 1989-1990       | Napoli          | A               | 0          | 0          | CI              | 0               | 0               | CU                 | 0                  | 0                  | -           | -           | -           | 0      | 0      |
| 1990-1991       | Napoli          | A               | 0          | 0          | CI              | 1               | 0               | CC                 | 0                  | 0                  | SI          | 0           | 0           | 1      | 0      |
| 1992-1993       | Napoli          | A               | 14         | 0          | CI              | 3               | 0               | CU                 | 0                  | 0                  | -           | -           | -           | 17     | 0      |
| lug.-nov. 1993  | Napoli          | A               | 4          | 1          | CI              | 2               | 0               | -                  | -                  | -                  | -           | -           | -           | 6      | 1      |
| 1994-1995       | Napoli          | A               | 5          | 0          | CI              | 4               | 0               | CU                 | 1                  | 0                  | -           | -           | -           | 10     | 0      |
| 1995-1996       | Napoli          | A               | 2          | 0          | CI              | 0               | 0               | -                  | -                  | -                  | -           | -           | -           | 2      | 0      |
| 1996-1997       | Napoli          | A               | 17         | 1          | CI              | 6               | 0               | -                  | -                  | -                  | -           | -           | -           | 23     | 1      |
| 1997-1998       | Napoli          | A               | 24         | 2          | CI              | 2               | 0               | -                  | -                  | -                  | -           | -           | -           | 26     | 2      |
| 1998-1999       | Napoli          | B               | 29         | 0          | CI              | 2               | 0               | -                  | -                  | -                  | -           | -           | -           | 31     | 0      |
| Totale Napoli   | Totale Napoli   | Totale Napoli   | 95         | 4          |                 | 20              | 0               |                    | 1                  | 0                  |             | 0           | 0           | 116    | 4      |
| Totale carriera | Totale carriera | Totale carriera | ?          | ?          |                 | ?               | ?               |                    | ?                  | ?                  |             | ?           | ?           | ?      | ?      |